# Pauluskirche (Tarsus)

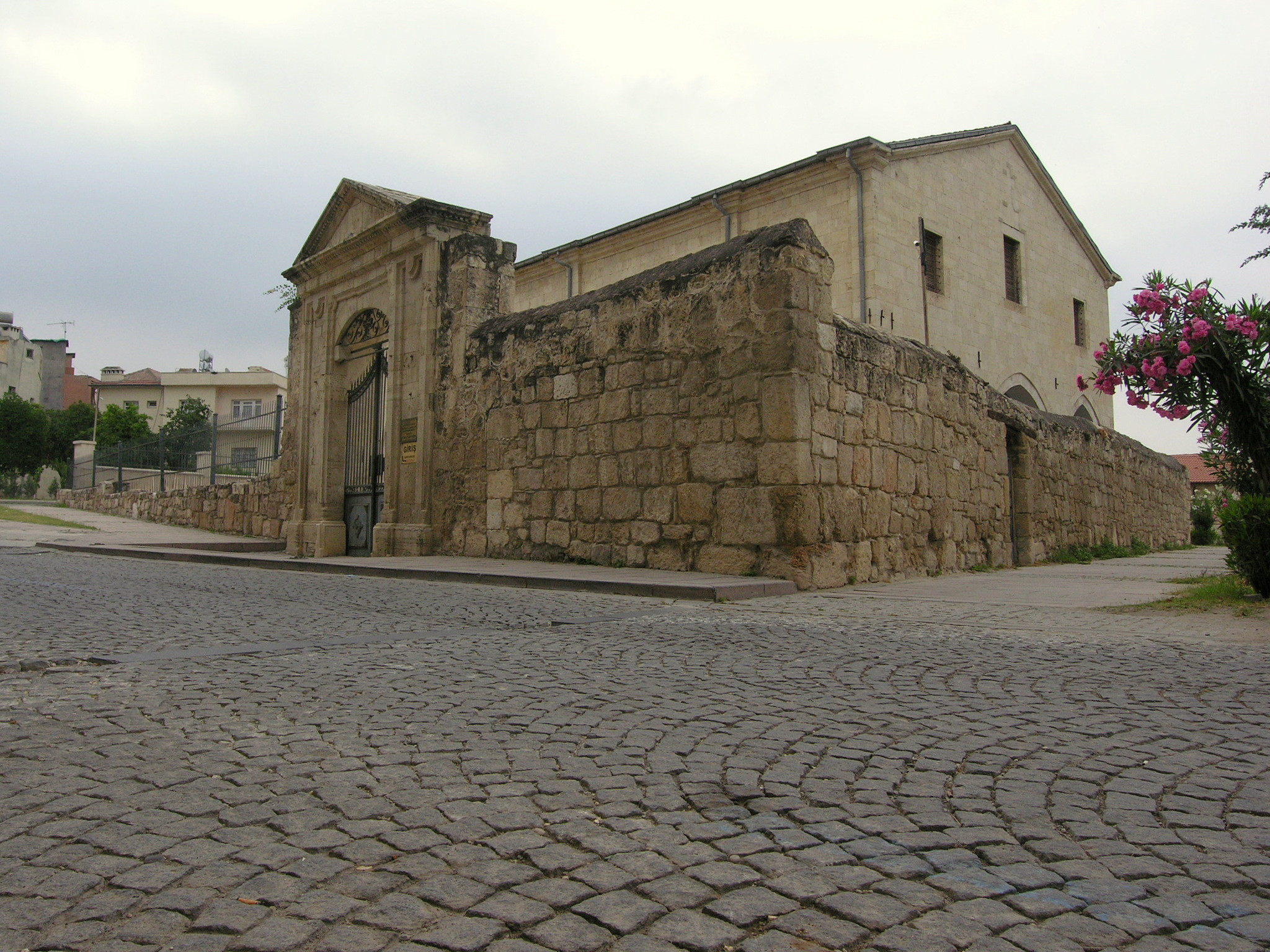
Heutiger Zustand der Pauluskirche

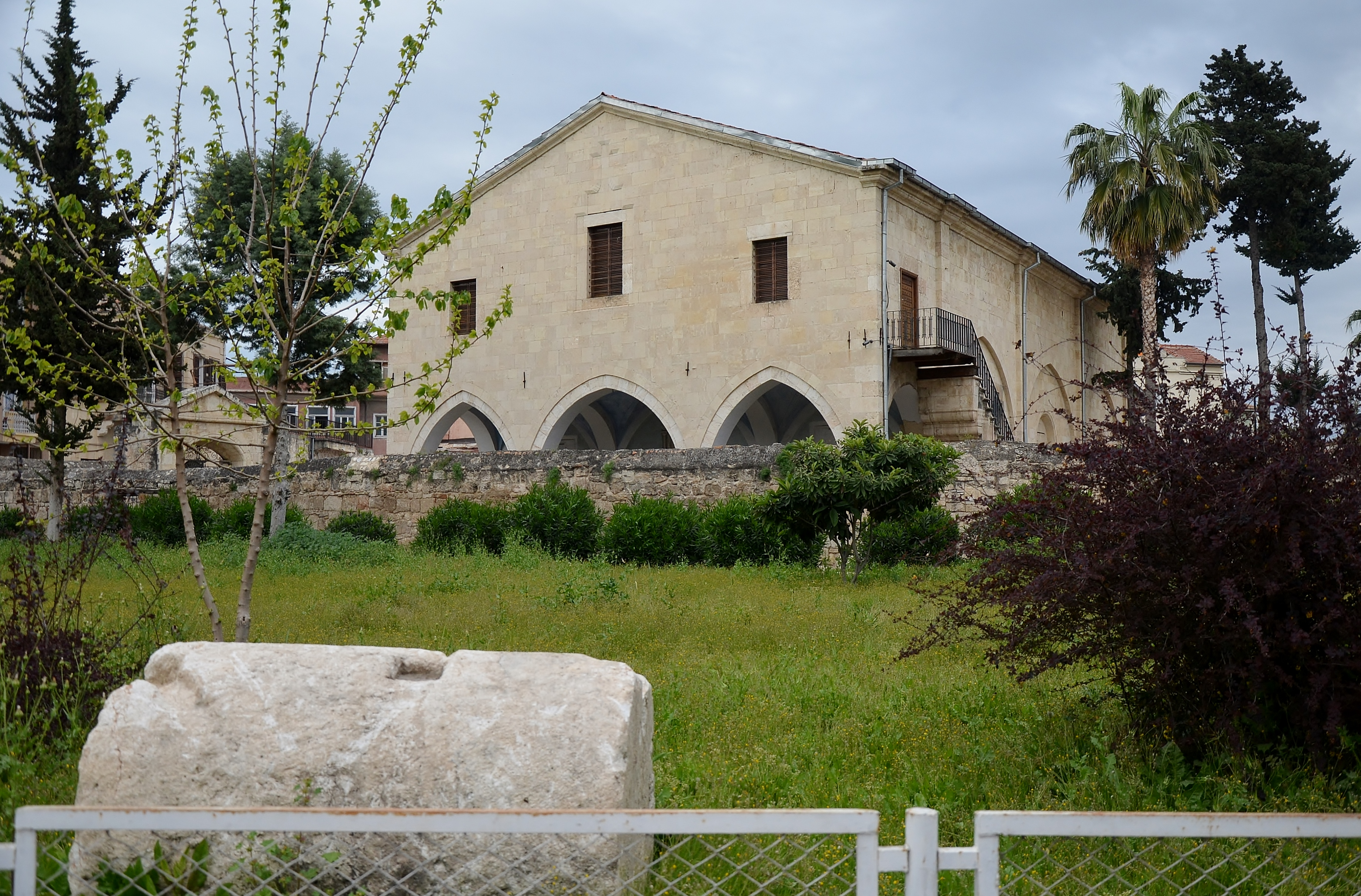
Seitenansicht

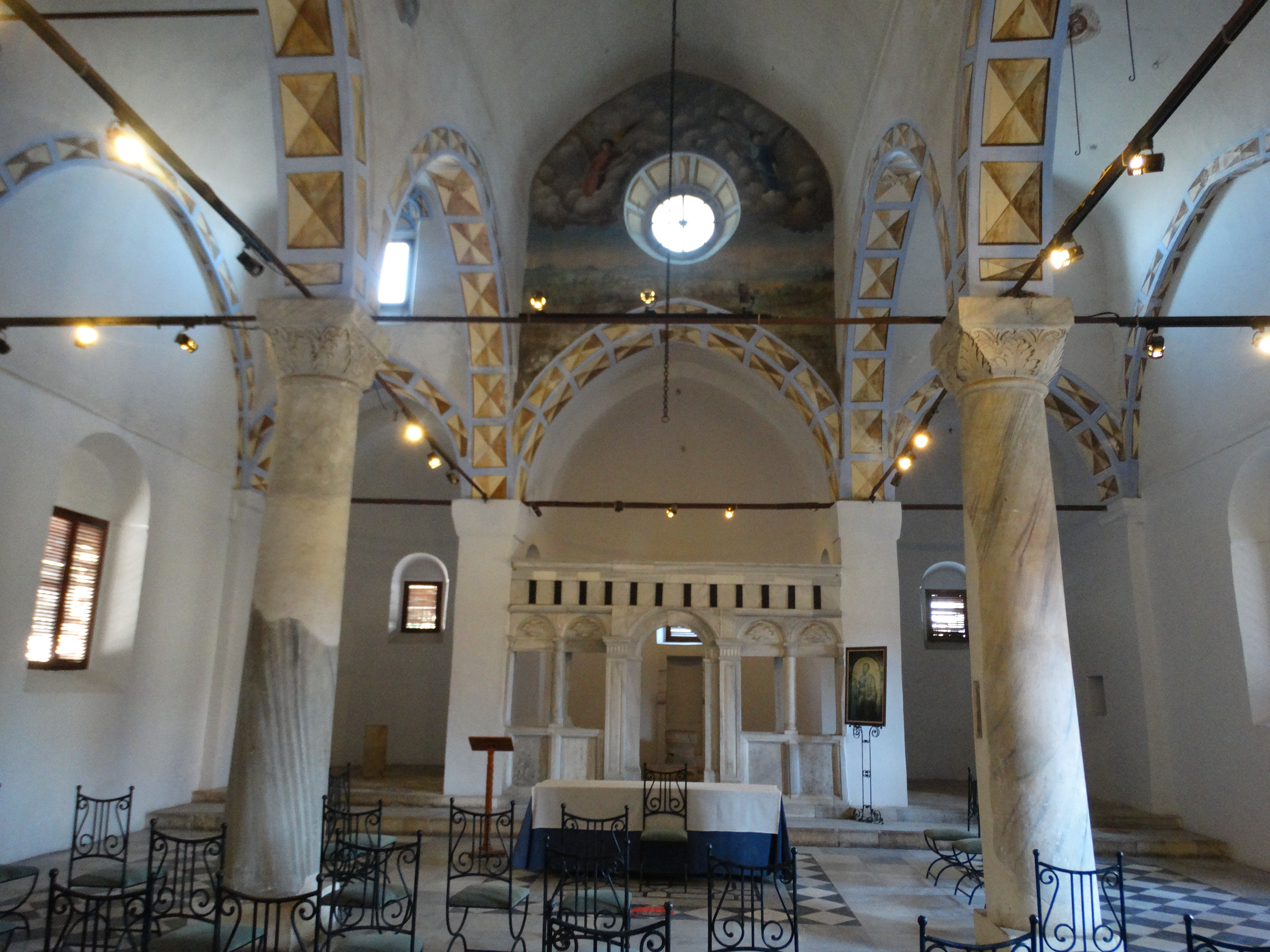
Innenansicht der St. Pauls-Kathedrale

Die St.-Paulus-Kirche (Aziz Paul Kilisesi) ist ein ehemaliges Gotteshaus im Stadtteil Ulu Cami der Stadt Tarsus in der südtürkischen Provinz Mersin. Es ist die einzige erhaltene alte Kirche der Stadt. Sie war dem Patrozinium des aus Tarsus stammenden Apostels Paulus unterstellt, weshalb der Bau für Christen weltweit hohe symbolische Bedeutung hat. Zurzeit ist sie staatlicherseits nicht mehr als Kirche, sondern als „Denkmalmuseum St. Paul“ aufgeführt.

## Geschichte
Die Ursprünge der Kirche reichen ins 12. Jahrhundert zurück. Im 19. Jahrhundert wurde sie nach Verfall als griechisch-orthodoxe Kirche restauriert. Die Christen der Region wurden in der ersten Hälfte des 20. Jahrhunderts in mehreren Schüben vertrieben, weshalb heute eine lokale Kirchengemeinde fehlt. 1943 wurde die Paulskirche von der türkischen Regierung in Staatseigentum überführt und zunächst als Lager verwendet, später dann in ein Museum umgewandelt. Erst 1993 wurde sie unter Schutz gestellt, und von 1998 bis 2000 wurden auch einige Restaurierungsarbeiten durchgeführt.
Seit 2000 steht die Kirche auf Antrag des türkischen Kulturministeriums auf der UNESCO-Welterbe-Tentativliste. Zusagen türkischer Regierungsstellen, die Wiedereröffnung des Gebäudes als Kirche zu genehmigen, wurden bisher nicht eingelöst. Gottesdienste von Reisegruppen sind jedoch nach Anmeldung möglich.
Im Oktober 2010 nahm der deutsche Bundespräsident Christian Wulff zusammen mit dem Bischof der Erzdiözese Adıyaman der syrisch-orthodoxen Kirche Grigorius Melki Ürek an einem Gottesdienst in der Pauluskirche teil.

## Architektur und Ausstattung
Die Pauluskirche ist äußerlich ein unauffälliges Gebäude aus Werkstein mit flachem Satteldach. Da ihr Boden beträchtlich unter dem Straßenniveau liegt, erscheint sie niedriger, als sie tatsächlich ist. Süd- und Nordwand tragen Blendbögen. Im Westen ist eine offene Portalhalle vorgesetzt. Über dem Nordeingang ist ein Fenster in Kreuzform eingelassen. Den Ostabschluss bilden drei halbrunde Apsiden. Über der nördlichen steht der Rest eines kleinen, offenen Glockenturms. 
Im Inneren stellt sich die Pauluskirche als dreischiffige, dreijochige Basilika ohne Chor und Querhaus dar. Die Säulen sind romanisch, die Form der Bögen frühgotisch. Die Wandbilder an Decke und Obergaden stammen aus verschiedenen Epochen und nehmen auf den Apostel Paulus und seine Geschichte Bezug. Vor der Hauptapsis steht ein Templon (Ikonostase), heute ohne Bilder.